# Le Dit de la terre sibérienne
Pour plus de détails, voir Fiche technique et Distribution.
Le Dit de la terre sibérienne (en russe : Skazanie o zemle sibirskoy, Сказание о земле Сибирской) est un mélodrame musical d'Ivan Pyriev réalisé en 1947,. Le réalisateur et les acteurs sont récompensés en 1948 par un prix Staline.

## Synopsis
Le jeune espoir du conservatoire Andrei Balachov, après la blessure sur le front de la Seconde Guerre mondiale, ne songe plus à la carrière d'un pianiste et, démobilisé, se rend en Sibérie, où il travaille sur le chantier de construction. À ses heures perdues il chante dans un salon de thé local. Ainsi il vit au sein de la nature magnifique jusqu'au jour où Natacha Malinina, son ancien amour, le retrouve et convainc que la musique reste sa vocation. Andrei compose alors un oratorio sur la Sibérie et retourne au conservatoire, où il assiste à la représentation triomphale de son œuvre.

## Fiche technique
- Titre : Le Dit de la terre sibérienne
- Titre original : Сказание о земле Сибирской (Skazanie o zemle sibirskoy)
- Réalisation : Ivan Pyriev
- Scénario : Evgueni Pomechtchikov (ru), Nikolaï Rojkov (ru)
- Photographie : Valentin Pavlov (ru)
- Directeur artistique : Konstantin Urbetis
- Montage : Anna Koulganek
- Compositeur : Nikolaï Krioukov
- Son : Valeri Popov
- Maquillage : Vera Roudina
- Production : Mosfilm
- Pays d'origine : URSS
- Format : Mono - 35 mm - 1.37 : 1 - Couleur
- Genre : mélodrame musical
- Durée : 109 minutes
- Date de sortie : 1947

## Distribution
- Vladimir Droujnikov : Andreï Balachov
- Marina Ladynina : Natalia Malinina
- Boris Andreïev : Yakov Bourmak
- Vera Vassilieva : Anastasia Goussenkova
- Sergueï Kalinine :  Korneï Zavarine, patron du salon de thé
- Elena Savitskaïa : Kapitolina Kondratievna, buffetière
- Vladimir Zeldine : Boris Olenitch, pianiste
- Mikhaïl Sidorkine : Sergueï Tomakourov
- Grigori Spiegel : Grigori Galaïda
- Vassili Zaïtchikov : Pr Vadim Igonine, oncle de Natacha
- Tatiana Barycheva : cliente du salon de thé (non crédité)
- Vladimir Dorofeïev : Grigori Ivanovitch (non crédité)
- Piotr Lioubechkine : client du salon de thé (non crédité)